# Marcel Rubin
Marcel Rubin (født 7. juli 1905 i Wien, Østrig - død 12. maj 1995) var en østrigsk komponist, pianist, dirigent og kritiker.
Rubin studerede klaver og komposition på Musikkonservatoriet i Wien hos bl.a. Richard Robert og Franz Schmidt. Flygtede fra Østrig grundet nazismen, først til Frankrig nærmere Paris, hvor han studerede komposition privat hos Darius Milhaud, senere til Mexico City, hvor han blev fast repetitør og akkompagnatør på klaver på operahuset, hvor han også dirigerede en række af sine egne kompositioner.
Rubin har skrevet 10 symfonier, orkesterværker, kammermusik, instrumentalværker, scenemusik, korværker og vokalmusik. Han vendte tilbage til Wien efter anden Verdenskrig, og blev kritiker og præsident for foreningen af autorer, komponister og musikforlæggere i Østrig.

## Udvalgte værker
- Symfoni nr. 1 (1927-1928 rev. 1957) - for orkester
- Symfoni nr. 2 (1937, rev. 1974) - for orkester
- Symfoni nr. 3 (1939, rev. 1962) - for orkester
- Symfoni nr. 4 "Vredens dag" (1943-1944, rev. 1972) - for kor og orkester
- Symfoni nr. 5 (1964-1965) - for orkester
- Symfoni nr. 6 (1973-1974, rev. 1983) - for orkester
- Symfoni nr. 7 (1976-1977) - for orkester
- Symfoni nr. 8 (1980) - for orkester
- Symfoni nr. 9 (1984) "Efter A. Silesius" - for orkester
- Symfoni nr. 10 "Hyldest til Chartres" (1986) - for orkester
- Sinfonietta (1965-1966) - for strygeorkester
- Sinfonietta Koncertante (1993) - for violin, fagot, trompet og kammerorkester
- "Byen" (1933 rev 1980) - balletmusik